# Christian Ludwig Brehm
Christian Ludwig Brehm ( 24 de enero de 1787 - 23 de junio de 1864) fue un pastor alemán y ornitólogo. Era el padre de Alfred Brehm.
Brehm nació en Gotha, y estudió en la Universidad de Jena.
En 1813 se hizo ministro en Renthendorf, un pueblo a 100 km al sur de Leipzig donde permaneció hasta su muerte.
Sus extensos escritos incluyeron el Beitrage zur Vogelkunde (1820-22) donde describió 104 especies de pájaros alemanes en detalle y Handbuch der Naturgeschichte aller Vogel Deutschlands (1831).
Brehm hizo una colección de 15 000 pieles de pájaros. Se las ofreció al Museo Zoológico de Berlín, pero la venta no fue posible. Después de su muerte, permanecían en el ático de su casa dónde Otto Kleinschmidt los descubrió años después. Kleinschmidt persuadió Lord Rothschild para comprarlos, y la colección llegó a su Museo en Tring en 1900.

## Especies válidas descriptas por Brehm
- Aquila pomarina C.L.Brehm, 1831 -- válida
- Dendrocopos major pinetorum (C.L.Brehm, 1831) -- válida
- Dendrocopos minor hortorum (C. L. Brehm, 1831) -- válida
- Luscinia megarhynchos (C.L.Brehm, 1831) -- válida
- Picoides tridactylus alpinus C.L.Brehm, 1831 -- válida
- Podiceps nigricollis C.L.Brehm, 1831 -- válida --, zambullidor orejudo
- Podiceps nigricollis nigricollis C.L.Brehm, 1831 -- válida
- Tetrao urogallus major C.L.Brehm, 1831 -- válida
- Tetrastes bonasia rupestris (C.L.Brehm, 1831) -- válida
- Turdus philomelos C.L.Brehm, 1831 -- válida
- Tyto alba guttata (C.L.Brehm, 1831) -- válida

## Obra
- Beiträge zur Vögelkunde. 3 vols., y el vol. 3 en colaboración con W. Schilling. Neustadt an der Orla 1820–1822
- Lehrbuch der Naturgeschichte aller europäischen Vögel. 2 vols. Jena 1823–1824
- Ornis oder das neueste und Wichtigste der Vögelkunde. Jena 1824–1827 (primera revista ornitológica en el mundo)
- Handbuch der Naturgeschichte alle Vögel Deutschlands. Ilmenau 1831
- Handbuch für den Liebhaber der Stuben-, Haus- und aller der Zähmung werthen Vögel. Ilmenau 1832
- Der Vogelfang. Leipzig 1836
- Der vollständige Vogelfang. Weimar 1855
- Die Kunst, Vögel als Bälge zu bereiten. Weimar 1842
- Die Wartung, Pflege und Fortpflanzung der Canarienvögel. Weimar 1855, 2.ª ed. Weimar 1865, 3.ª ed. Weimar 1872, 4.ª ed. Weimar 1883, 5.ª ed. Weimar 1893
- Die Naturgeschichte und Zucht der Tauben. Weimar 1857
- E. Baldamus, C.L. Brehm, John Wilhelm von Müller & J.F. Naumann. Verzeichnis der Vögel Europa's. als Tausch-Catalog eingerichtet. Stuttgart 1852
- Monographie der Papageien oder vollständige Naturgeschichte aller bis jetzt bekannten Papageien mit getreuen und ausgemalten Abbildungen, im Vereine mit anderen Naturforscher herausgegeben von C.L. Brehm. Jena/Paris 1842–1855

## Abreviatura (zoología)
La abreviatura C.L.Brehm  se emplea para indicar a Christian Ludwig Brehm como autoridad en la descripción y taxonomía en zoología.